# Taxillus caloreas
Taxillus caloreas là một loài thực vật có hoa trong họ Loranthaceae. Loài này được (Diels) Danser miêu tả khoa học đầu tiên năm 1933.